# Rotorbis
Rotorbis es un género de foraminífero bentónico de la familia Discorbidae, de la superfamilia Discorboidea, del suborden Rotaliina y del orden Rotaliida. Su especie tipo es Rosalina auberi. Su rango cronoestratigráfico abarca el Holoceno.

## Clasificación
Rotorbis incluye a las siguientes especies:
- Rotorbis auberi
- Rotorbis mirus
- Rotorbis pacifica